# Карузо, Павел Иосифович
Павел Иосифович Карузо (25 февраля 1906, село Волколатка, Дисненский уезд, Виленская губерния — 20 февраля 1988, Вильнюс) — белорусский фотограф, музыковед, композитор, общественно-политический деятель.

## Биография
По некоторым данным род Карузо переселился в Белоруссию из Италии.
В 1924 году Павел окончил школу в Браславе, в 1928 Вильнюсскую консерваторию по классу теории и композиции. В 1924—1926 годах вольный слушатель Вильнюсского университета.
С 1925 года участник общественно-политической и культурной жизни в Западной Беларуси. В 1927 председатель ЦК Белорусской христианско-демократической партии (БХД) и главный редактор периодического органа БХД газеты «Biełaruskaja krynica». Как редактор газеты неоднократно привлекался польской администрацией к судебной ответственности. Под влиянием фольклориста и композитора Антона Гриневича начал собирать белорусский эпос, обработки которого плодотворно использовал в исполнительной практике как хоровод хора Белорусского института хозяйства и культуры. В 1928 году от БХД и Белорусского крестьянского союза выбран избирателями Свенцянского уезда в сейм Польши. После разгона сейма Юзефом Пилсудским летом 1930 — безработный. В 1934 году из-за обещаний напечатать его авторские произведения и фольклорные сборы обманным путем вывезен через Гдыню в Минск. Арестован и сослан на Соловки.
Вернулся в Беларусь в 1947 году после 13-летнего заключения. В 1947—1948 работал в Доме творчества в Молодечно. В 1949 повторно арестован и выслан в Норильск. Освобожден в 1955 году, реабилитирован в 1957. Вернулся в Вильнюс. Умер 20 февраля 1988. Похоронен на Евфросиньевском кладбище.

## Деятельность
Работал как руководитель хора и композитор в Государственном ансамбле польской песни и танца Литовской ССР. Сотрудничал с фольклористами ИМЭФ АН БССР, печатался в журнале «Искусство Беларуси», газете «ЛиМ».
Подготовил к изданию музыкальные записи белорусского фольклора Антона Гриневича. Написал «Камерную симфонию», построенную на белорусском мелосе, песни на тексты Янки Купалы, Якуба Коласа, Нила Гилевича, Ларисы Гениюш, Максима Богдановича и других белорусских поэтов.